# Zemminsee
Der Zemminsee – auch Zemmin-See geschrieben – ist ein natürlich entstandener See im Landkreis Dahme-Spreewald in Brandenburg. Er liegt größtenteils auf dem Gemeindegebiet Groß Köris, ein kleiner Teil im Westen des Sees liegt auf dem Gebiet der Stadt Teupitz.

## Lage
Der See liegt nördlich von Schwerin und westlich des Ortszentrums der Gemeinde Groß Köris. Unmittelbar östlich des Sees verlaufen die Bundesautobahn 13 (Berlin–Dresden) und die Bahnstrecke Berlin–Görlitz. Westlich und nordwestlich befinden sich weitreichende Waldgebiete. Der Zufluss erfolgt über den Schweriner See, über den der See mit dem Mochgraben verbunden ist. Der Abfluss erfolgt über den Kanalgraben in den Schulzensee. Der Zemminsee grenzt an den Naturpark Dahme-Heideseen, gehört jedoch nicht zu diesem.
An seiner längsten Stelle hat der Zemminsee eine Länge von etwa 1120 Metern, die maximale Breite des Sees beträgt etwa 580 Meter. Der Umfang des Zemminsees beträgt 3.933 Meter, die Fläche 43,4804 ha.
Der Zemminsee ist Teil der Teupitzer Gewässer, einer aus zehn Seen bestehenden Seenkette, die bei Prieros in die Dahme mündet. Im See leben der Barsch, die Brasse, der Kaulbarsch, das Rotauge, die Rotfeder und der Ukelei. Das Gewässer wird von der Fischerei Teupitz betreut. Der See wird auch touristisch genutzt. Auf dem See werden Rundfahrten angeboten, zudem darf der See als Teil der Dahme-Wasserstraße mit Motorbooten befahren werden. Zudem ist das Baden, Angeln, Surfen und Segeln auf dem See erlaubt.